# 34789 Brucemckean
34789 Brucemckean este o planetă minoră (asteroid), cu un diametru de 2,688 km, din centura de asteroizi. A fost descoperită pe 17 septembrie 2001 la Observatorul Desert Eagle de William Kwong Yu Yeung. 
Obiectul prezintă o orbită caracterizată de o semiaxă mare de 2,3067312 UAi, o excentricitate de 0,15, o înclinație de 0,38076 ° în raport cu ecliptica.